# Louis Delhaize
Die Groupe Louis Delhaize ist ein im belgischen Charleroi ansässiges Unternehmen, das vor allem im belgischen Lebensmittelgroß- und Lebensmitteleinzelhandel tätig ist. Vor dem Verkauf fast aller Auslandsaktivitäten war die Gruppe auch in Frankreich, Luxemburg, Rumänien, Ungarn und dem Vereinigten Königreich tätig.

## Geschichte

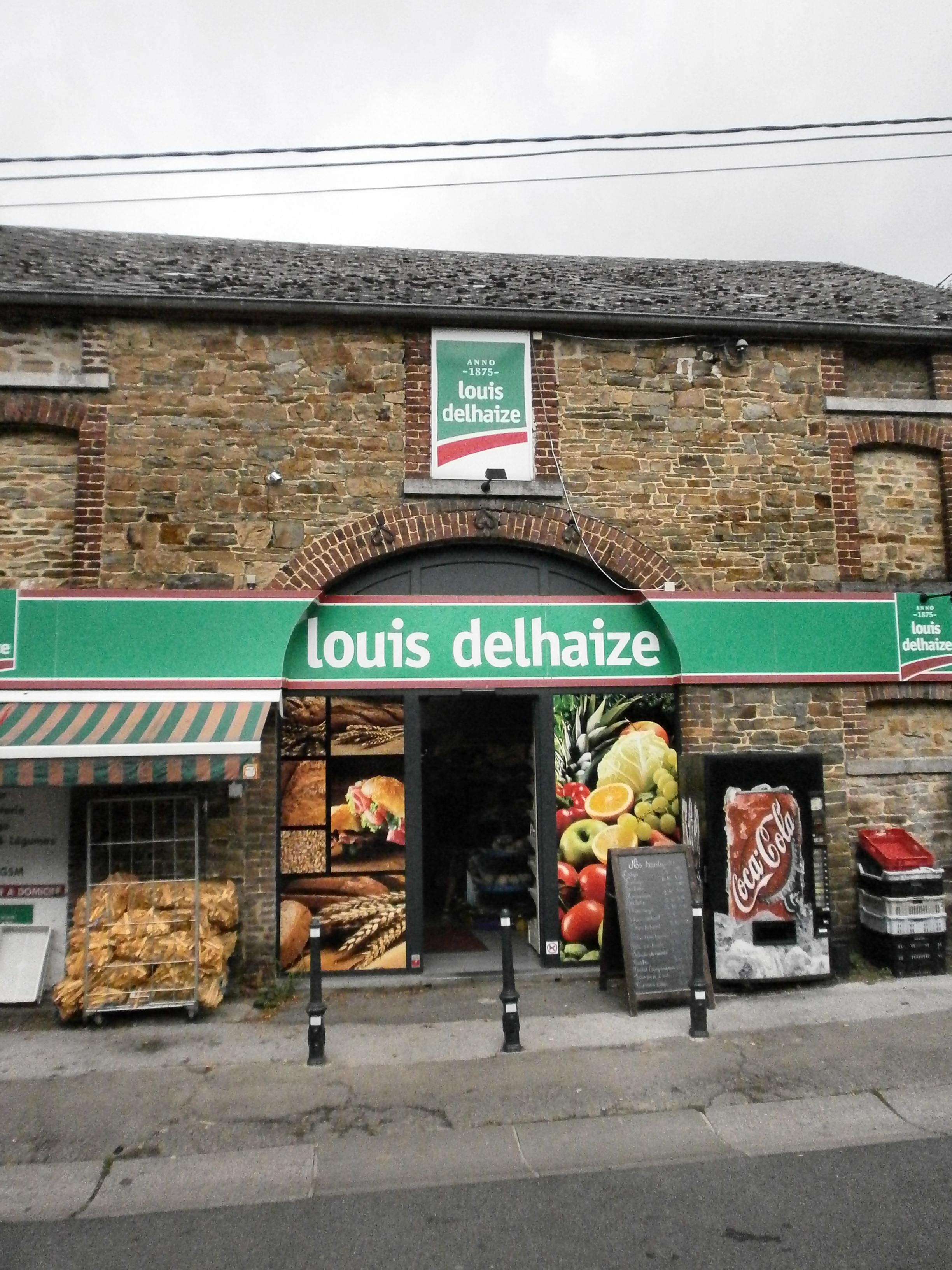
Louis Delhaize-Markt im belgischen Hamois, im September 2016.

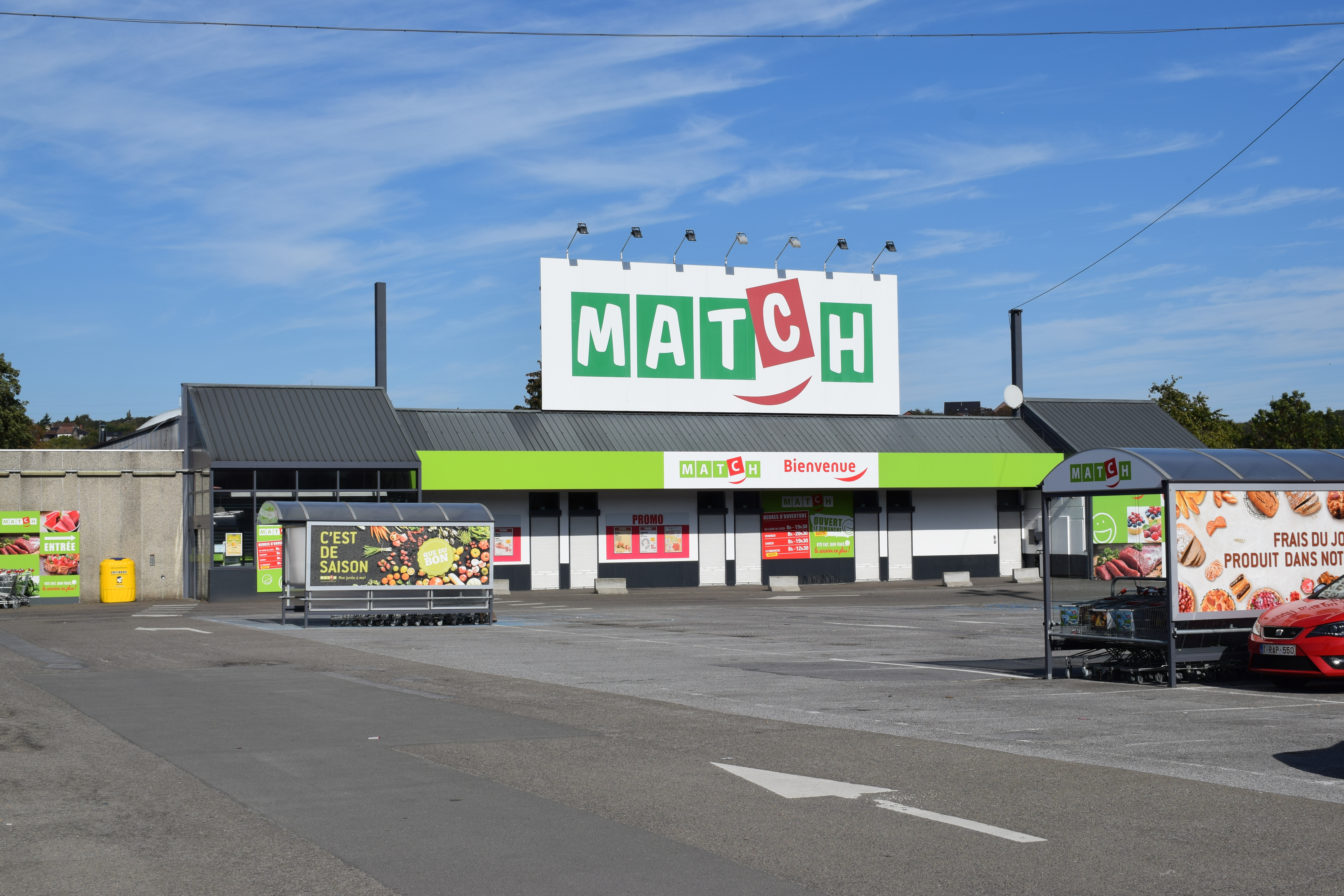
Match-Supermarkt im belgischen Andenne, im Oktober 2018.

### Gründung und erste Hypermärkte (1875–1974)
Louis Delhaize gründete 1875 die heutige Gruppe im seiner belgischen Heimatstadt Charleroi. Zunächst agiert er dabei ausschließlich in der Provinz Hennegau. Seine beiden Nachkommen, George und René Delhaize, siedelten sich später im Norden und Osten Frankreichs an. Der erste gründete die Docks du Nord im nordfranzösischen Lille, während der zweite Sanal in Nancy und Sadal in Straßburg erwarb. 1929 stieg André Bouriez, einer der Neffen der beiden Söhne von Louis Delhaize, in das Unternehmen Sanal in Nancy ein. 1965 brachte André Bouriez die drei Unternehmen Mielle, Sanal und Sadal zusammen; später auch die Docks du Nord. Eine weitere entscheidende Entwicklung begann im 1969, als man in Belgien und Frankreich die ersten Hypermärkte eröffnete, zuerst als Franchisenehmer unter Carrefour, ab 1974 eigenständig als Cora.

### Einstieg in das Baumarktgeschäft und Gründung von Delfood (1975–2004)
1975 wurde wiederum dessen Sohn Philippe Bouriez Vorsitzender der Gruppe, vier Jahre eröffnete der erste Bricoman-Baumarkt. Zu Beginn des neuen Jahrzehnts expandierte man in ein weiteres Nachbarland. So übernahm man 1980 ein Einzelhandelsunternehmen aus Luxemburg. Es folgten weitere Übernahmen: 1983 die Union Coopérative, 1984 Cedac und Le Bon Grain und schließlich 1985 Welvaart-Bien Etre und Courthéoux. 1985 wurden alle Aktivitäten der Gruppe in der Gesellschaft Delfood S.A. gebündelt. Match expandierte 1990 nach Frankreich, als Märkte im Elsass, in Lothringen und im Norden des Landes, die zuvor unterschiedlich hießen, zusammengeführt wurden. Im selben Jahr erfolgte die Übernahme von Truffaut sowie die Gründung von Delitraiteur. Die Bricoman-Baumärkte wurden 1994 verkauft, vier Jahre später das erste Animalis-Zoofachgeschäft eröffnet. Mit der ungarischen Tochtergesellschaft vom österreichischen Unternehmen Julius Meinl kam es im Dezember 1998 zu einer Einkaufskooperation in Ungarn. Im Juli 1999 übernahm man die Aktivitäten von Julius Meinl im Land ganz. Die Marken Julius Meinl und dessen Jééé-Discountkonzept sollten für zwei Jahre weiterbestehen. Die Übernahme wurde auf 1,2 Milliarden Franken beziffert.

### Weitere Übernahmen und Einkaufskooperationen (2005–2022)
Eine weitere Übernahme erfolgte 2005 mit den 70 Delto-Filialen in Belgien. 2012 trennte man sich von den Aktivitäten in Ungarn. Die Match-Supermärkte und Profi-Discounter gingen an ein Konsortium, bestehend aus CBA und der ungarischen Coop, während die ungarischen Cora-Märkte an Auchan verkauft wurden. Im Laufe der nächsten Jahre trennte man sich auch von den Garden and Leisure-Gartencentern im Vereinigten Königreich (2013 verkauft) und den Animalis-Zoofachgeschäften (2020 verkauft). Zu einer Einkaufskooperation zwischen Carrefour und Louis Delhaize kam es ab Januar 2015 auf dem französischen Markt. Das vorausgegangene Geschäftsjahr 2014 schloss das Unternehmen in Frankreich mit einem Umsatz von 4,6 Milliarden Euro ab, man belegte im dortigen Markt den achten Rang. Die für den französischen Markt bestandene Einkaufskooperation zwischen Carrefour und Louis Delhaize wurde am 28. Februar 2023 beendet. Eine Einkaufskooperation der beiden Unternehmen in Belgien und Luxemburg lief bereits zum 31. Dezember 2022 aus.

### Verkauf verschiedener Unternehmensbereiche (2023–)
Im Sommer 2023 gab man bekannt, sich aus Frankreich, Luxemburg und Rumänien zurückzuziehen. Während Carrefour sowohl in Frankreich, als auch Rumänien alle Standorte des Unternehmens übernahm, wurden die luxemburgischen Märkte an E.Leclerc verkauft. Seit dem Abschluss des Verkaufs agiert die Gruppe, mit Ausnahme der Gartencenter-Kette Truffaut nur noch auf dem belgischen Markt. Am 22. September 2023 wurde bekannt, dass auch die belgischen Match- und Smatch-Filialen verkauft werden sollen, Käufer des Großteils der Märkte war die Colruyt-Gruppe. Colruyt übernimmt, nach Zustimmung der belgischen Kartellbehörden auch das Convenience-Store-Geschäft unter der Marke Delitraiteur. Der geplante Verkauf wurde im Oktober 2024 bekannt. Im Januar 2025 folgte die Ankündigung, auch die Louis Delhaize-Märkte verkaufen zu wollen. Käufer ist dabei die Delhaize Group. Der Verkauf soll bis Ende 2025 abgeschlossen sein. Im März 2025 genehmigte die französische Wettbewerbsbehörde Autorité de la Concurrence die Übernahme der Frankreich-Geschäfte durch Carrefour.

## Vertriebslinien
Das Unternehmen ist und war mit verschiedenen Vertriebslinien in mehreren Ländern vertreten.

### Cora
Ab 1969 war die Groupe Louis Delhaize in Frankreich und Belgien Franchisenehmer von Carrefour und eröffnete unter der Flagge Hypermärkte, 1974 flaggte man die Märkte auf Cora (Eigenschreibweise: cora) um. Hypermärkte der Gruppe waren, neben den Standorten in Belgien, Frankreich, Luxemburg und Rumänien bis 2012 auch in Ungarn zu finden. Inzwischen gehören nur noch die belgischen Märkte zur Gruppe, die französischen Standorte wurden bis Mitte November 2024 auf Carrefour umgeflaggt. Am 8. April 2025 gab man dann die Schließung aller belgischen Märkte bis zum Beginn von 2026 bekannt. Rund 1.800 Menschen verlieren ihren Arbeitsplatz.

### Louis Delhaize
Unter dem Namen Louis Delhaize (Eigenschreibweise: louis delhaize) betreibt das Unternehmen in Belgien Nahversorger und Supermärkte, mit einer Verkaufsfläche zwischen 80 m² und maximal 400 m². Ein Großteil der Märkte wird von Franchisern betrieben. 2015 wurden mehr als 300 Franchise-Märkte beliefert, man betrieb zu diesem Zeitpunkt lediglich 32 Märkte in Regie. 25 ehemalige belgische Profi-Filialen wurden 2003 auf Louis Delhaize-Standorte umgeflaggt, ab 2005 folgten die Delto-Standorte. Am 13. Januar 2025 wurde der Verkauf der 325 Märkte an die Delhaize Group bekannt. Der Verkauf bedarf noch der Zustimmung der belgischen Wettbewerbsbehörde.

### Truffaut
Die Ursprünge der französischen Gartencenterkette Jardineries Truffaut (Eigenschreibweise: TRUFFAUT) reichen bis ins 19. Jahrhundert zurück. Das erste Gartencenter der Kette war zeitgleich das erste Frankreichs. Es wurde am 1. November 1964 in Le Chesnay eröffnet. Über die Holdinggesellschaft Cora Revillon wurde die Unternehmensgruppe 1990 Eigentümer der Kette.

### Houra.fr
Seit 2000 betreibt das Unternehmen den Onlinesupermarkt Houra.fr, der seit 2007 schwarze Zahlen schreibt. Das Angebot erstreckt sich von Lebensmitteln bis zu verschiedenen Non-Food-Sortimente.

Logo von Cora
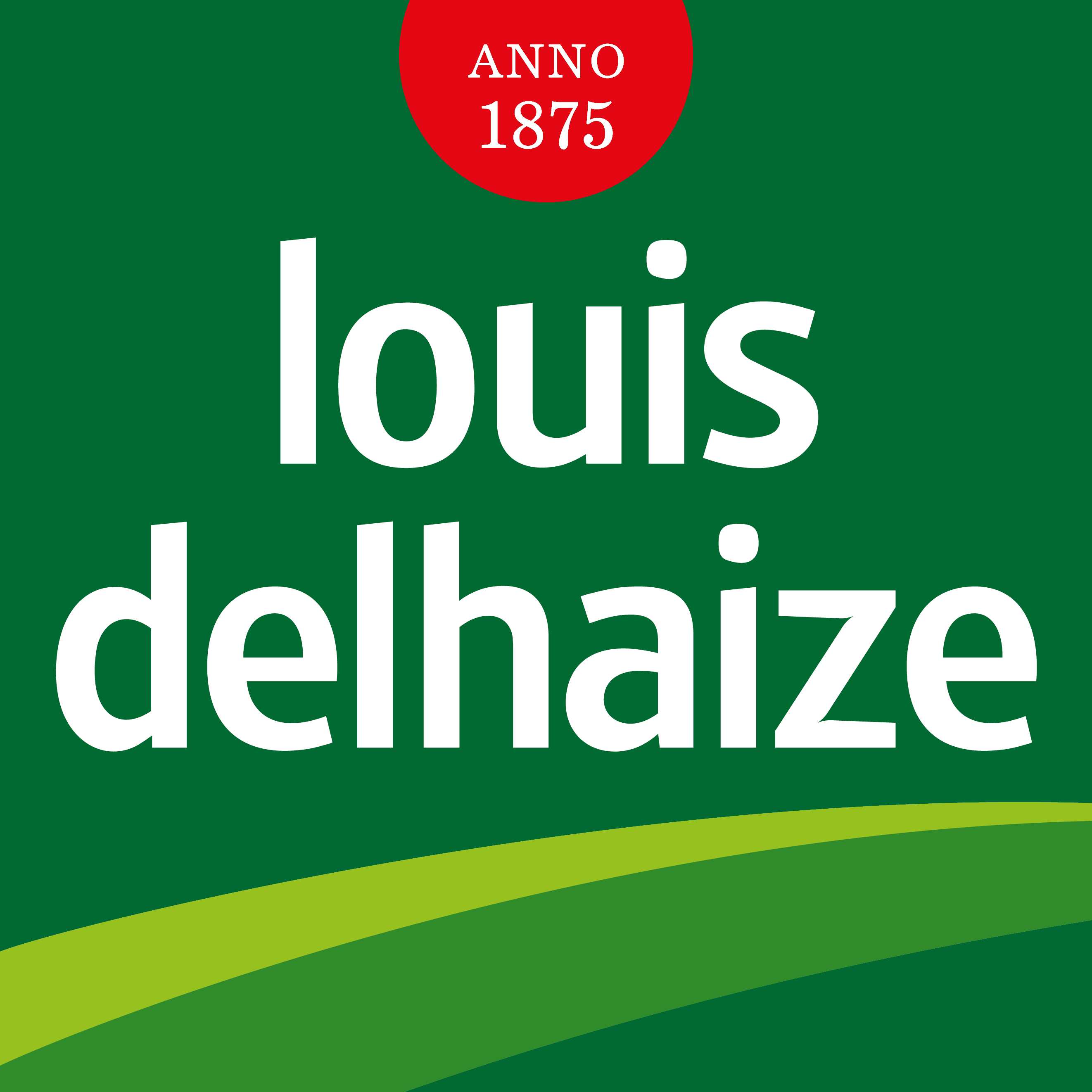
Logo von Louis Delhaize
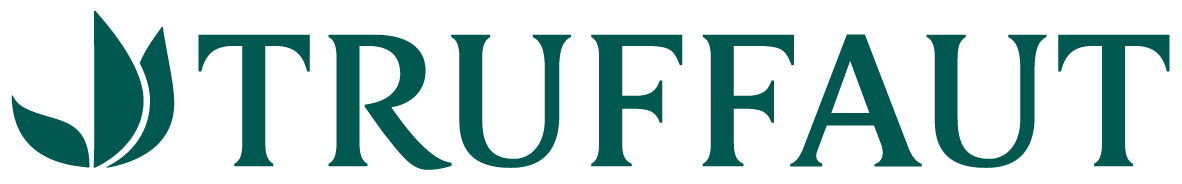
Logo von Truffaut

### Ehemalige Vertriebslinien

#### Delitraiteur
Mit dem Konzept Delitraiteur (Eigenschreibweise: DELI TRAITEUR) ist das Unternehmen u. a. in Fußgängerzonen und anderen hochfrequentierten Lagen vertreten. 2020 zählte man 41 Filialen in Belgien und eine Filiale in Luxemburg. Das vor allem auf Convenience-Produkte ausgerichtete Konzept bietet seit seiner Gründung 1990 neben schnellen Mahlzeiten auch Salat- und Saftbars sowie Kaffee- und Suppenstationen in den Filialen an. Die Standorten wurden dabei ab 1990 als Louis Delhaize Traiteur Shopping, ehe sie 2002 auf Delitraiteur umgeflaggt wurden. An Bahnhöfen tritt man als Deli Eat & Go auf. Im Oktober 2024 wurde der geplante Verkauf an die Colruyt-Gruppe bekannt, der Verkauf bedurfte es noch der Zustimmung der belgischen Wettbewerbsbehörde. Dem Verkauf stimmte die Wettbewerbsbehörde am 14. Mai 2025 zu.

#### Louis Delhaize Open Market
Unter dem Namen Louis Delhaize Open Market (Eigenschreibweise: louis delhaize OPEN MARKET) wollte man die Match-Märkte in Belgien profitabler machen und plante eine Umflaggung aller Standorte. Der erste Standort eröffnete am 12. Juli 2022 in Gembloux. Nach gut einem Jahr wurde die Entscheidung revidiert und alle bis dahin umgeflaggten Märkte wieder zu Match-Märkten. Der erste ehemalige Louis Delhaize Open Market eröffnete in Braine-le-Comte am 11. April 2023 als Match wieder.

#### Match und Smatch
Die Namen Match und Smatch (Eigenschreibweisen: MATCH und sma+ch) wurden in Belgien, Frankreich, Luxemburg und Ungarn für Supermarkt-Vertriebsformate genutzt, die sich vor allem in der Größe unterschieden. Während in Frankreich ausschließlich der Name Match zum Einsatz kommt, wurden kleinere Märkte in Belgien und Luxemburg als Smatch (Small Match) bezeichnet, größere Märkte hingegen als Match. Eine geplante Umflaggung aller belgischen Match-Standorte auf die Vertriebslinie Louis Delhaize Open Market und von Smatch auf Louis Delhaize wurde nicht weiter verfolgt. Die ungarischen Match-Supermärkte wurden bereits 2012 verkauft. Die Marke Match besteht nur in Frankreich fort, Eigentümer dort ist seit Juli 2024 die Groupe Carrefour.

#### Profi
Als Profi (Eigenschreibweise: PROFI) wurden Hard-Discount-Filialen der Gruppe bezeichnet. 1979 wurde der erste Markt in Belgien eröffnet, zehn Jahre später kaufte die Groupe Louis Delhaize das Unternehmen und expandiert auch mit Profi u. a. nach Frankreich, Luxemburg und Ungarn. 2000 folgte mit der Eröffnung des ersten Standortes in Timișoara der Markteintritt nach Rumänien. 2005 betrieb man 137 Standorte, davon 40 in Belgien, 24 in Rumänien und mit 73 Standorte den Großteil in Ungarn. 2012 wurden die ungarischen Märkte an ein Konsortium, bestehend aus CBA und der ungarischen Coop verkauft und auf eigene Vertriebslinien umgeflaggt bzw. geschlossen. Bereits im November 2009 verkaufte man die rumänischen Standorte für 66 Millionen Euro, der Name Profi wurde hier jedoch bis heute (Stand: September 2023) beibehalten. In Belgien (ab Oktober 2001 u. a. auf Smatch umgeflaggt), Luxemburg und Frankreich hingegen besteht die Marke Profi nicht mehr fort.

#### Weitere ehemalige Vertriebslinien
Die Baumarktkette Bricoman (Eigenschreibweise: BRICOMAN) wurde 1979 von der Groupe Louis Delhaize gegründet, 1994 verkaufte man die Kette an Leroy Merlin. Delitraiteur war ab Ende 2009 auch in Frankreich, musste dort aber nach einer gerichtlichen Auseinandersetzung seinen Namen im Juni 2011 zu DOD (Dish of the day; dt.: Gericht des Tages) ändern. Bis Juni 2013 betrieb man in Boulogne-Billancourt, Issy-les-Moulineaux, Paris-Beaubourg und Bourg-la-Reine vier Standorte, zog sich dann aber zurück. Truffaut betrieb ab 1997 im Vereinigten Königreich Gartencenter unter dem Namen Garden and Leisure. Diese wurden im September 2013 an The Garden Centre Group verkauft. Ab 1998 entstanden die ersten Zoofachgeschäfte der Vertriebslinie Animalis, die im November 2020 verkauft wurde. Dabei wurde der erste Standort im September 1998 in Orgeval eröffnet.

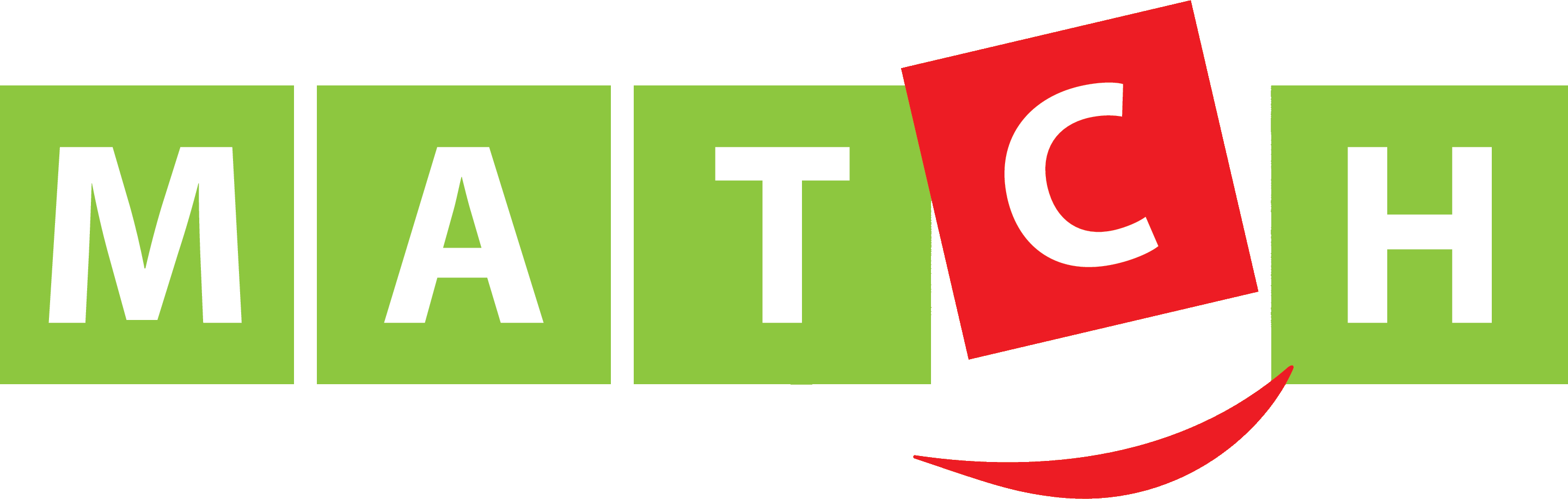
Letztes Logo von Match in Belgien und Luxemburg
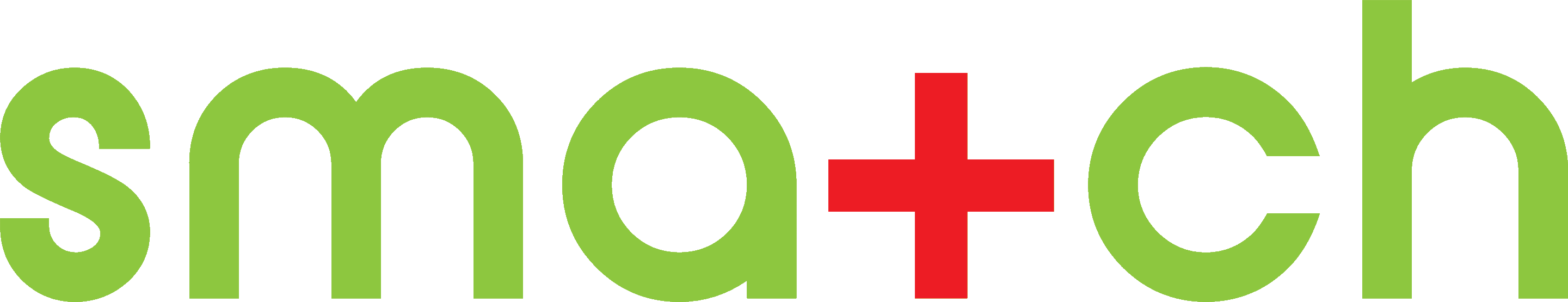
Letztes Logo von Smatch
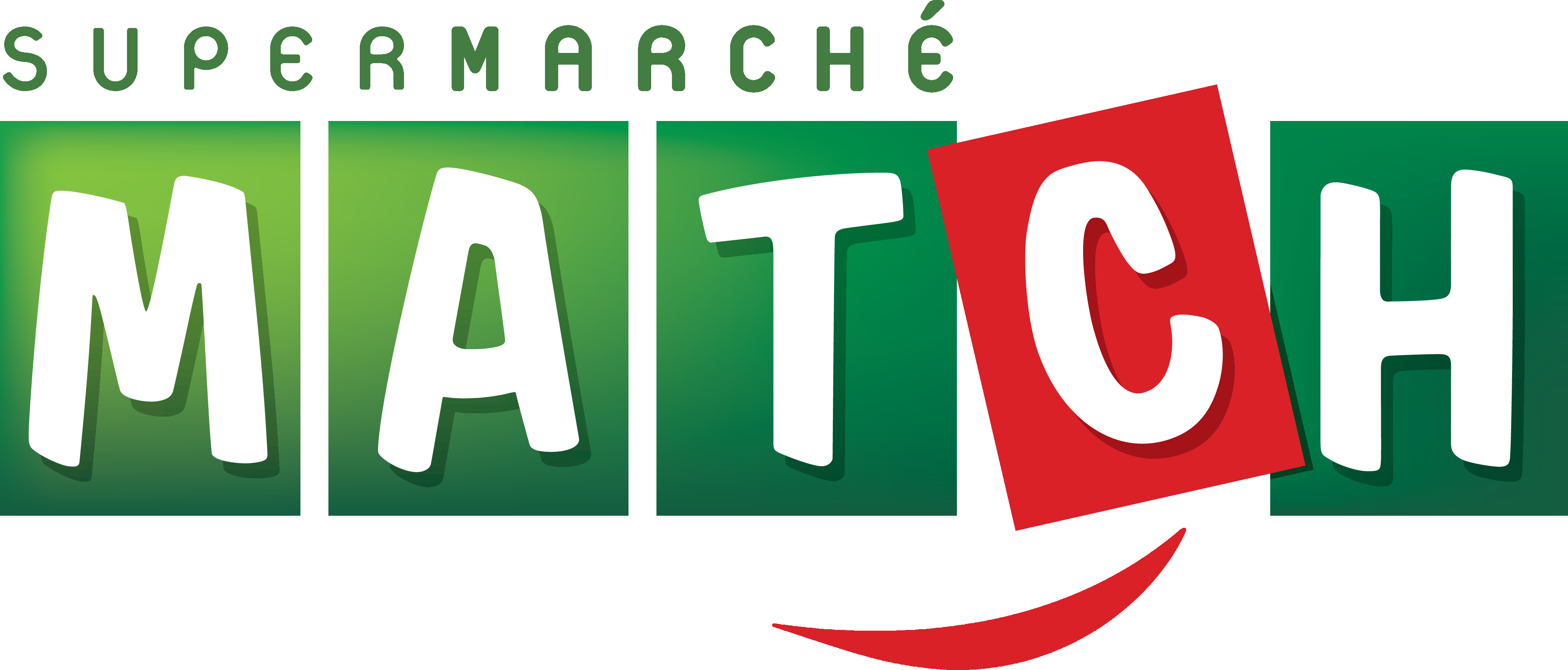
Logo von Match in Frankreich
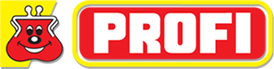
Ehemaliges Logo von Profi
Aktuelles Logo von Bricoman

## Ehrungen
Nach dem Gründer des Unternehmens ist der Place Louis Delhaize in Ransart, einer Teilgemeinde von Charleroi, benannt.